# Rupia Niemieckiej Afryki Wschodniej
Rupia Niemieckiej Afryki Wschodniej – waluta używana na terenie Niemieckiej Afryki Wschodniej w latach 1905–1919.
Banknoty występowały w nominałach 5, 10, 50, 100, 500 rupii. Między 1915 a 1917 zostały wydane banknoty o nominałach 1, 5, 10, 20, 50 i 200 rupii.